# Hubschrauberlandeplatz Issy-les-Moulineaux

i7
i11
i13
Der Héliport de Paris - Issy-les-Moulineaux ist ein Hubschrauberlandeplatz im 15. Pariser Arrondissement nahe der Gemeinde Issy-les-Moulineaux. Vor seiner jetzigen Nutzung als Heliport wurde er als Flugplatz (französisch champ d'aviation d'issy-les-moulineaux ‚Flugplatz Issy-les-Moulineaux‘) genutzt und war 1907 der erste Platz mit Hangars.

## Geschichte

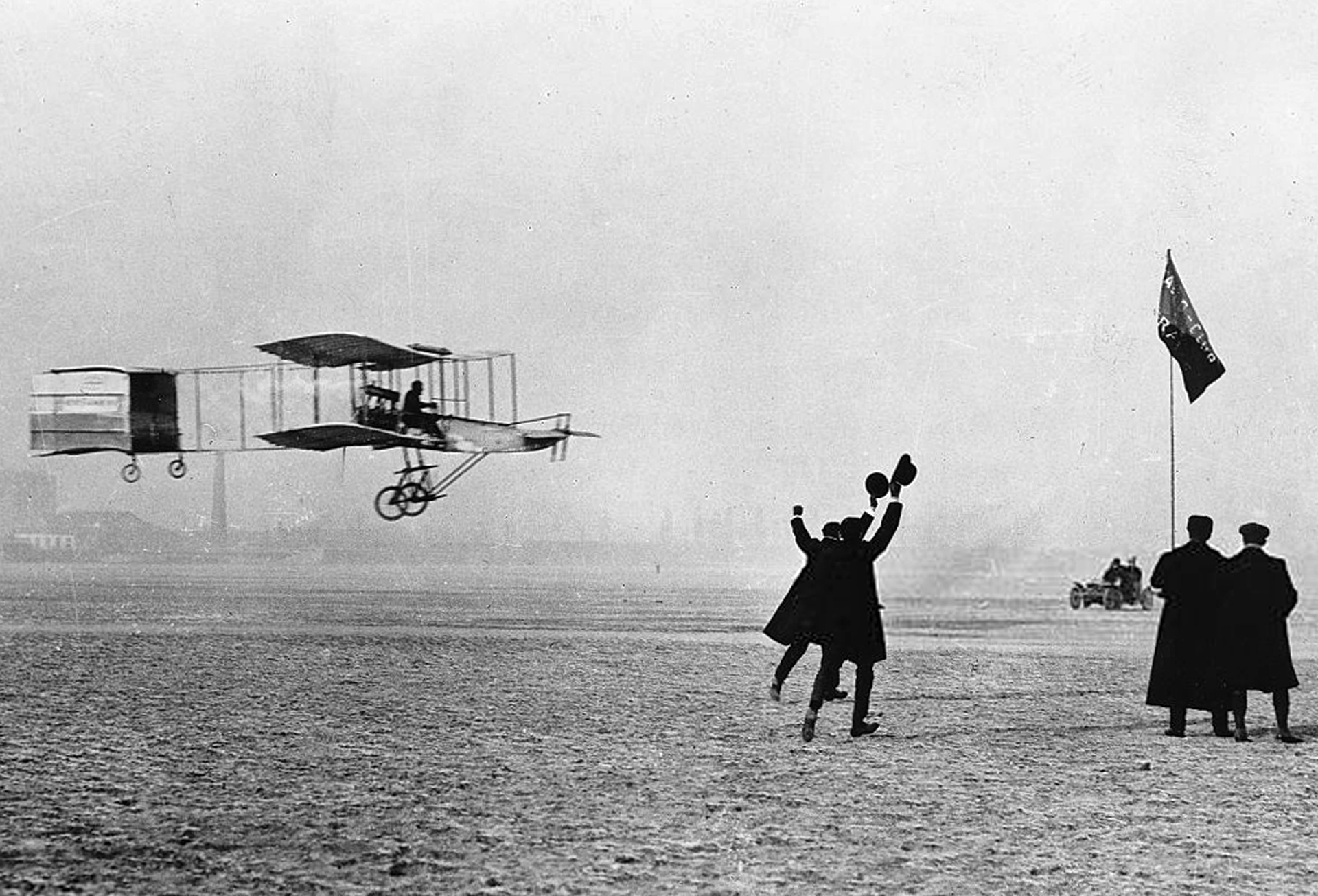
Henri Farman am 13. Januar 1908 auf dem Flugplatz Issy-les-Moulineaux mit seiner Voisin-Farman I beim Flug zum Grand Prix d’Aviation

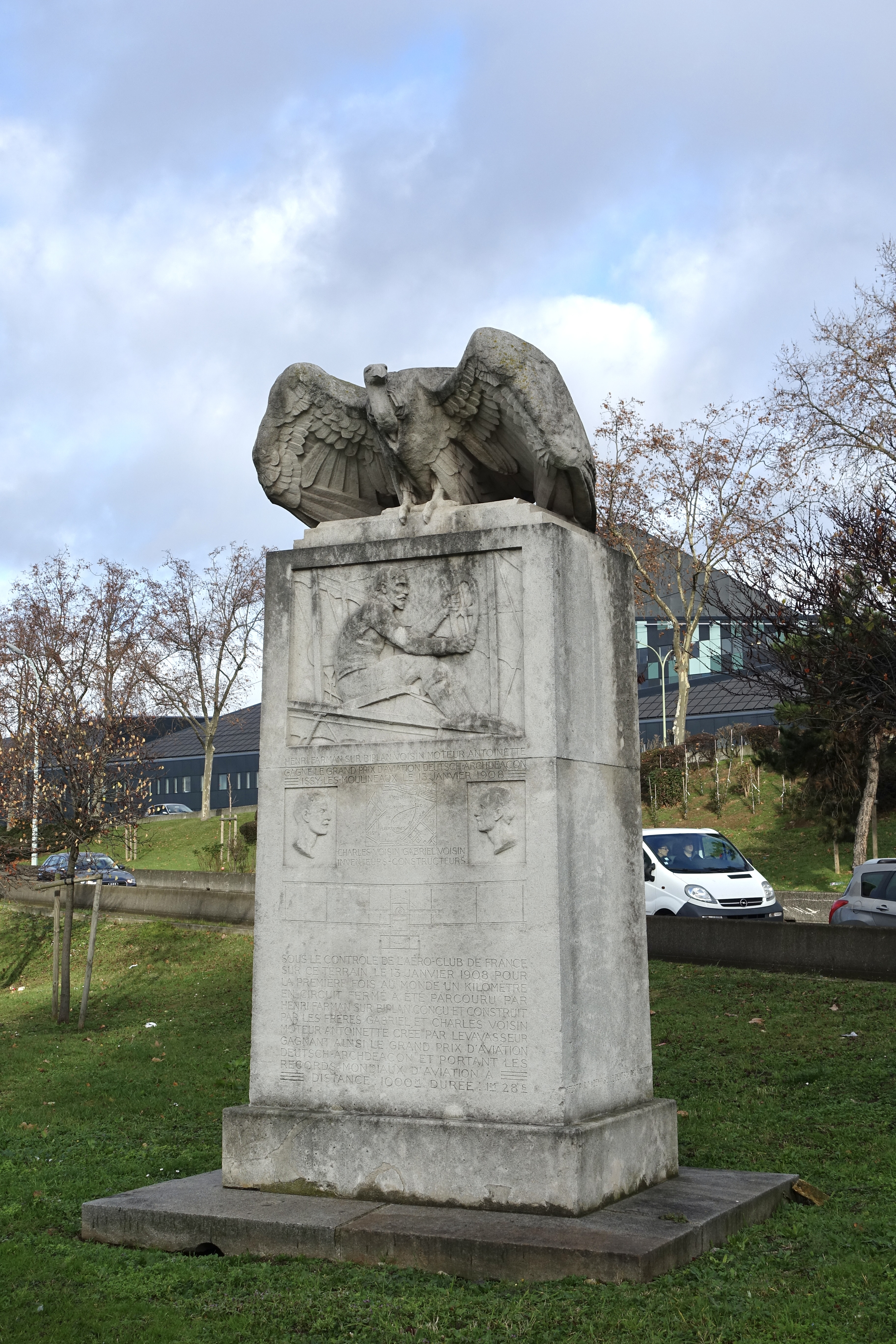
Farman-Voisin-Denkmal von 1929 zum Flug von Henri Farman vom 13. Januar 1908

Der Pariser Militärübungsplatz befand sich bis zum Bau des Eiffelturms 1889 auf dem Champ de Mars. Danach wurde dem Militär ein neuer Übungsplatz in Issy-les-Moulineaux zur Verfügung gestellt.
1905 fanden auf diesem Platz die ersten Flüge mit Gleitflugzeugen statt. Archdeacon startete im März 1905 mit einem 60-PS-Motor einen mit Sand beschwerten Nachbau des Wright-Gleiters an einem Seil, der wie ein Drachen bis auf 30 m aufstieg, bevor er abstürzte. Danach begannen auch Blériot, Santos Dumont, Farman und andere den Platz zu nutzen. Im 2. Halbjahr 1907 wurden die ersten Hangars errichtet. Der Flugplatz entwickelte sich zum ersten Zentrum der französischen Luftfahrt. Er war Schauplatz zahlreicher Flugexperimente, Erstflüge und Flugwettbewerbe, von denen in- und ausländische Medien berichteten.
Am 13. Januar 1908 gewann der französische Luftfahrtpionier Henri Farman auf dem Flugplatz Issy-les-Moulineaux mit einem Flugzeug von Gabriel Voisin den von Henry Deutsch de la Meurthe gestifteten Grand Prix d’Aviation. Der Preis war für den ersten Flug eines „Luftfahrzeugs schwerer als Luft“ über eine geschlossene Strecke von mindestens einem Kilometer vor einer Kommission des Aéro-Club de France ausgesetzt. Farmans Flug dauerte 1 Minute und 28 Sekunden. Ein Denkmal von Paul Landowski vor dem Heliport auf der Rue Henri Farman erinnert seit 1929 an diesen Flug.
Bei Flugübungen am 21. März 1908 nahm Léon Delagrange Henri Farman als ersten Flugpassagier mit. Er flog mit ihm in seiner Voisin in kurzen Sprüngen zum Hangar zurück.
Der Erstflug der Antoinette IV von Léon Levavasseur am 9. Oktober 1908 und weitere Testflüge wurden ebenfalls auf dem Platz durchgeführt.
Der letzte Flug eines Starrflügelflugzeugs fand 1953 statt. Seit 1956 betreibt die französische Unternehmensgruppe Aéroports de Paris (ADP) auf dem Platz einen Heliport.

## Lage
An der Boulevard périphérique außerhalb des Pariser Stadtzentrums gelegen ist der Hubschrauberlandeplatz von der Linie 2, der Linie 3 der Pariser Straßenbahn und der Haltestelle Balard der Metrolinie 8 der Pariser U-Bahn erschlossen.
Die An- und Abflüge der Hubschrauber finden aus Sicherheits- und Lärmschutzgründen über die Seine oder die Périphérique statt. Die Flugzeit mit dem Hubschrauber nach London würde knapp eineinhalb Stunden betragen.

## Nutzung
Am Gelände ist unter anderem die französische Generaldirektion für die zivile Luftfahrt Direction générale de l’aviation civile (DGAC), beheimatet. In unmittelbarer Nähe befindet sich auch ein Hotel der französischen Hotelkette Sofitel.